# Meir Marcell Faerber
Meir Marcell Faerber (hebräisch מאיר מרסל פארבה; geboren 29. April 1908 in Mährisch Ostrau, Österreich-Ungarn; gestorben 19. August 1993 in Tel Aviv) war ein österreichisch-israelischer Schriftsteller.

## Leben
Meir Marcell Faerber war der Sohn des Rabbiners und Verlegers Rubin Faerber (1869–1955) und der Olga Rosenfeld (1884–1969). Er hatte zwei Geschwister. 
Faerber war mit Ilona Tutelman verheiratet, sie hatten zwei Kinder. 
Faerber besuchte das Gymnasium in Mährisch Ostrau und danach die Handelshochschule in Brünn. Er arbeitete im Verlag seines Vaters. 
Faerber war Zionist und wanderte 1934 nach Palästina aus. Er gründete dort 1935 die deutschsprachige, in Beirut erscheinende Tageszeitung Orient-Express, die aber nach zwei Monaten eingestellt wurde, weil der hebräische Journalistenverband die Mitwirkung verweigerte. Er wurde Redaktionsmitglied der deutschsprachigen Israel-Nachrichten, arbeitete auch für hebräischsprachige Zeitungen und als Korrespondent für europäische Zeitungen. Faerber wurde Mitglied der Hagana, die die illegale Einwanderung von Juden in das britisch kontrollierte Völkerbundsmandat für Palästina organisierte. 1956 gründete er die Österreichisch-Israelische Gesellschaft. 1975 war er Mitgründer und Vorsitzender des Verbandes deutschsprachiger Schriftsteller Israels. Er war Mitglied des P.E.N.
Faerber erhielt 1971 das Goldene Ehrenzeichen für Verdienste um die Republik Österreich und 1983 das deutsche Bundesverdienstkreuz.
Faerber schrieb vornehmlich in deutscher Sprache, er übersetzte auch aus dem Hebräischen. Für seine Kinder dichtete er das hebräische Kinderbuch Dudaim.

## Schriften (Auswahl)
- Lola. Novelle. Radolfzell, 1926
- Auf der Flucht erschossen. Drama. Antwerpen, 1933 [Uraufführung Regensburg 1987]
- Meir Reuben: Achtung! Achtung! Tel-Aviv sendet Zionismus : Satiren.  Mor. Ostrava : Verl. Haivri, 1936
- Meir Reuben: Mein Tel-Aviv : Satiren. 1940
- Dr. Emil Margulies : ein Lebenskampf für Wahrheit und Recht. Tel-Aviv : Atasa Books Publisher, 1949[3]
- Dudaim. [Hebräisches Kinderbuch]. Gedichte. Illustrationen M. Gur-Arieh. Tel Aviv, 1951
- Das Parlament Israels. Tel Aviv : Atasa, 1958
- Märchen und Sagen aus Israel. Düsseldorf : Verlag der Allgemeinen Wochenzeitung der Juden in Deutschland, 1960
- ... die Israel führen. Tel Aviv : Olamenu, 1971
- Ringende Seelen. Erzählungen. Tel Aviv : Atasa, 1974
- (Hrsg.): Stimmen aus Israel. Eine Anthologie deutschsprachiger Literatur in Israel. Gerlingen : bleicher, 1979
- Worte: Gedichte, Besinnung, Bekenntnis, Betrachtung. Tel Aviv : Atasa, 1980
- Samuel S. Cahana: Sagen und Legenden aus Israel. Übersetzung aus dem Hebräischen  Meir M. Faerber. Gerlingen : Bleicher, 1980
- Der wandernde Bote. Erzählung. Bovenden : Graphikum Mock, 1981
- Brennende Eifersucht. 20 Erzählungen. Gerlingen : Bleicher, 1983
- Drei mal drei Glieder einer Kette. Roman. Gerlingen : Bleicher, 1985
- Ernstes und Heiteres. Gedichte, Sentenzen, Episoden, Skuriles. Berlin : Stoedtner, 1986[4]
- (Hrsg.): Auf dem Weg. Eine Anthologie deutschsprachiger Literatur in Israel. Gerlingen : Bleicher, 1989
- Israel in Tanka-Versen. Göttingen : Graphikum, 1987
- Menagerie: Schmunzelgedichte. Illustrationen Rita Rössler-Buckel. Gerlingen : Bleicher, 1990
- Von Abraham bis Salomo. Die Bibel in Bänkelversen. Berlin : Ed. Orient, 1991
- Aus unbekannten Motiven : Drama. Klagenfurt : Mnemosyne, 1991
- (Hrsg.): Österreichische Juden : historische Streiflichter. Nachwort Armin A. Wallas. Gerlingen : Bleicher, 1993